# Василевська-Смаглюк Ольга Михайлівна
Ольга Михайлівна Василевська-Смаглюк (нар. 23 червня 1985, Старокостянтинів, Хмельницька область) — українська журналістка, народний депутат України IX скл. від партії «Слуга народу». На виборах 2019 року перемогла тодішнього депутата Ярослава Москаленка.
Кандидат у народні депутати від партії «Слуга народу» на парламентських виборах 2019 року (в. о. № 96). На час виборів — спеціальна кореспондент «1+1» (кінцевим бенефіціарним власником якого є Ігор Коломойський), безпартійна. Мешкає на Київщині.

## Освіта та професійна діяльність
Закінчила Київський міжнародний університет (журналістика), Національну академію статистики, обліку та аудиту (бухгалтерський облік). З 2019 навчається в аспірантурі цієї академії.
До обрання народним депутатом понад 15 років працювала журналісткою: в газетах «День», «Дело», інтернет-виданні «Главред», ТРК "Студія «1+1».
В 2023 році стала найефективнішим депутатом року за версією премії «Державник року» Київської школи державного управління ім. Нижного за її особистий внесок в евакуацію громадян, забезпечення гуманітарної допомоги мешканцям Київщини.

### Законотворча діяльність
Член Комітету ВРУ з питань фінансів, податкової та митної політики, голова підкомітету з питань функціонування платіжних і інформаційних систем та запобігання легалізації (відмиванню) доходів, одержаних злочинним шляхом.
Стала автором або співавтором більше 170 законодавчих ініціатив. Серед них: про обмеження ставок, за споживчими кредитами, про боротьбу з неетичною поведінкою колекторів, про заборону колекторам турбувати військових під час служби, про механізми валідації інформації про кінцевих бенефіціарних власників та структуру власності юридичних осіб, про платіжні послуги, про приватний військовий консалтинг, про медичного омбудсмена тощо.
У листопаді-грудні 2019 року відповідала за підготовку до другого читання законопроекту 2179 про запобігання та протидію легалізації (відмиванню) доходів, одержаних злочинним шляхом, фінансуванню тероризму та фінансуванню розповсюдження зброї масового знищення.
Одна з авторів Закону «Про Бюро економічної безпеки України» № 3087-д від 28.01.2021. 2019 року була авторкою проекту закону «Про Бюро фінансових розслідувань» № 1208-2 від 18.09.2019 (неприйнятий).
Автор закону «Про внесення зміни до розділу II „Прикінцеві та перехідні положення“ Закону України „Про внесення змін до Податкового кодексу України щодо покращення інвестиційного клімату в Україні“ щодо терміну набрання чинності окремими положеннями», прийнятого 29.01.2021. Законом ліквідовувалася податкова міліція з початку діяльності новоствореного Бюро економічної безпеки України.
У 2023 році відстоювала зміни в закон щодо безстрокового статусу публічно значущих осіб, задля запобігання легалізації незаконно здобутих чиновниками коштів.
Є ініціатором та автором тексту Звернення Верховної Ради України до членів Групи з розробки фінансових заходів боротьби з відмиванням коштів (FATF) з приводу виключення російської федерації з числа членів FATF та внесення її до переліку країн з високим ризиком та Звернення Верховної Ради України до Організації Об'єднаних Націй, Європейського Союзу, Європейської Ради, Організації з безпеки та співробітництва в Європі, парламентів та урядів держав-членів Міжнародного агентства з атомної енергії щодо засудження акту ядерного тероризму, який здійснює держава-агресор на Запорізькій атомній електростанції у місті Енергодар Запорізької області.
Автор проекту Постанови Верховної Ради України про засудження діяльності радикальної ісламської організації ХАМАС та визнання її терористичною.

### Політична діяльність
У інтерв'ю виданню «День», депутат назвала своїм покликанням у Верховній Раді: сприяння виводу української економіки з тіні та боротьбу з відмиванням коштів здобутих злочинним шляхом.
В жовтні 2019 року Василевська-Смаглюк очолила першу створену Верховною Радою ІХ скликання тимчасову слідчу комісію — Тимчасову слідчу комісію Верховної Ради України для проведення розслідування відомостей щодо дотримання вимог законодавства під час зміни власників інформаційних телеканалів та забезпечення протидії інформаційному впливу Російської Федерації. Серед завдань, які стояли перед Комісією, було, серед іншого, проведення комплексної перевірки обставин придбання, джерел виплати та надходження коштів під час зміни власників телеканалів «NewsOne», «112 Україна», «ZIK».
В листопаді 2019 року заявила, що в Україні сильна свобода слова та її треба «приглушити».
На думку видання Українська правда, станом на 2019 рік Василевська-Смаглюк входить до групи Коломойського. Але з часом стало відомо, що вона вже більше не належить до його групи впливу та орієнтується на Президента Зеленського.
Про колаборанта та українофоба Андрія Портнова, який складав розстрільні списки для російських окупантів, Василевська-Смаглюк у 2020 сказала, що « руками Портнова в Україні відновлюється справедливість». 
1 лютого 2021 року підтримала виключення підсанційного нардепа Олександра Дубінського зі складу фракції «Слуга народу».
Під час повномасштабного вторгнення організувала штаб для видачі людям гуманітарної допомоги, брала участь в організації евакуації населення, спільно з ГО «Добробат» організувала ремонт пошкоджених будинків на території Димерської, Бородянської, Іванківської громад Київщини, спільно з UNICEF UKRAINE відбудувала 10 укриттів в школах та садочках деокупованої Київщини, відновила амбулаторію в Загальцях, провела ремонт в Публічній бібліотеці Вишгорода та в Клавдіївській сільській бібліотеці.

### Нагороди
Василевська-Смаглюк у 2019 році була включена до списку «100 найвпливовіших жінок України», складеному тижневиком «Фокус».

## Сім'я
Чоловік — Смаглюк Ігор Володимирович, військовий, піхотинець 241 бригади 243 батальйону ТРО ЗСУ, бере участь в боях на Донбасі.
Спільно виховують двох доньок — Еліану та Олександру.